# Blanche-Neige et les Sept Nains (jeu vidéo)
Pour les articles homonymes, voir Blanche-Neige (homonymie).
 (mars 2020).
Si vous disposez d'ouvrages ou d'articles de référence ou si vous connaissez des sites web de qualité traitant du thème abordé ici, merci de compléter l'article en donnant les références utiles à sa vérifiabilité et en les liant à la section « Notes et références ».
Blanche-Neige et les Sept Nains est un jeu vidéo d'action sorti en 2001 sur Game Boy Color. Le jeu a été développé par Planet Interactive et édité par Ubisoft et Disney Interactive.